# Kirin Cup
Kirin Cup (キリンカップサッカー) je fotbalový turnaj, který se koná v Japonsku a sponzoruje ho výrobce piva Kirin. Na konci jara k němu zve od roku 1978 japonská fotbalová reprezentace zahraniční soupeře. Do roku 1991 se soutěže účastnily kluby i reprezentace, od roku 1992 se turnaje účastní výhradně národní reprezentace a hraje se formátem každý s každým, většinou ve třech účastnících. Dodatečné zápasy o celkové umístění se nekonají. 
Česká fotbalová reprezentace vyhrála turnaj dvakrát. Úřadujícím vítězem se v roce 2011 stala kuriózním způsobem: všechny tři zápasy skončily bezgólovou remízou, takže turnaj vyhrály všechny tři zúčastněné týmy (Česko, Peru a Japonsko), aniž by vstřelily branku.

## Seznam vítězů
Zdroj:

### Klubová + reprezentační soutěž
- 1978 Japan Cup:  Borussia Mönchengladbach a  SE Palmeiras
- 1979 Japan Cup:  Tottenham Hotspur
- 1980 Japan Cup Kirin World Soccer:  Middlesbrough FC
- 1981 Japan Cup Kirin World Soccer:  Club Brugge KV
- 1982 Japan Cup Kirin World Soccer:  Werder Brémy
- 1983 Japan Cup Kirin World Soccer:  Newcastle United
- 1984 Japan Cup Kirin World Soccer:  SC Internacional
- 1985:  FC Santos
- 1986:  Werder Brémy
- 1987:  Fluminense FC
- 1988:  CR Flamengo
- 1989: nehrálo se
- 1990: nehrálo se
- 1991:  Japonsko

### Reprezentační soutěž
- 1992:  Argentina
- 1993:  Maďarsko
- 1994:  Francie
- 1995:  Japonsko
- 1996:  Japonsko
- 1997:  Japonsko
- 1998:  Česko
- 1999:  Belgie a  Peru
- 2000:  Japonsko a  Slovensko
- 2001:  Japonsko
- 2002: nedohráno
- 2003: nedohráno
- 2004:  Japonsko
- 2005:  Peru a  SAE
- 2006:  Skotsko
- 2007:  Japonsko
- 2008:  Japonsko
- 2009:  Japonsko
- 2010: nehrálo se
- 2011:  Japonsko,  Peru a  Česko
- 2012: nehrálo se
- 2013 Kirin Challenge Cup:  Uruguay
- 2014 Kirin Challenge Cup:  Uruguay
- 2015: nehrálo se
- 2016 Kirin Cup Soccer:  Bosna a Hercegovina
- 2016 Kirin Challenge Cup:  Japonsko
- 2017 Kirin Challenge Cup: nedohráno